# Elisbet Gámez
Elisbet Gámez, född 17 januari 1997, är en kubansk simmare.
Gámez tävlade för Kuba vid olympiska sommarspelen 2016 i Rio de Janeiro, där hon blev utslagen i försöksheatet på 200 meter frisim.